# Maurice Darantiere
Maurice Darantiere (sans accent) est un imprimeur et éditeur d'art français, né le 11 juillet 1882 à Dijon et mort le 25 avril 1962 à son domicile dans le 4e arrondissement de Paris.

## Biographie
Maurice Darantiere est le fils du maître-imprimeur Victor Darantiere (Chaumont, 1840 – Dijon, 1922). Ce dernier avait racheté en 1870 la maison Rabutot (successeur de l'imprimeur dijonnais Noëllat) et s'était lancé dans l'édition de livres pour bibliophiles. Lorsqu'il reprend la succession de son père, en 1911, il crée La Revue de Bourgogne en développant ses liens avec des éditeurs parisiens mais surtout en privilégiant les écrivains anglophones.
Il est connu pour avoir imprimé en 1922 le roman Ulysses de James Joyce pour la libraire Sylvia Beach. Il a collaboré aussi, dans les années 1920, avec Robert McAlmon, créateur des éditions Contact.
En 1928, en mésentente avec le Conseil d'administration de l'Imprimerie créée par son père, Maurice Darantiere quitte Dijon et s'installe à son compte, d'abord à Epinay-sur-Seine, puis à Chatenay-Malabry, enfin à Paris, dans le quartier du Marais à l'hôtel de Sagonne. Il publie de nombreux titres sous le nom des "Editions du Raisin" qu'il avait créées et dirigeait déjà à Dijon, ainsi que des ouvrages pour des sociétés de bibliophiles.
En 1938, à la suite de déboires financiers, Maurice Darantiere revend son matériel à Alberto Tallone qui  travaille chez lui depuis 1932, et qui s'associe avec l'éditeur Giuseppe Govone. Les deux Italiens ont regagné leur pays pendant la période de guerre et se sont ensuite séparés.
C'est à l'imprimerie Darantiere, qui a indépendamment poursuivi ses activités à Dijon, qu'ont été fabriqués de nombreux ouvrages de la bibliothèque de la Pléiade. Après le départ de Maurice Darantiere, l'entreprise a été successivement dirigée par le baron Bernard d'Avout (1928-1960), puis par Claude d'Arbaumont (1960-1977) et Jacques Vincent (1977-1991). Acquise en 1992 par les Imprimeries Réunies de Lausanne (1992-2003) et après quelques péripéties, elle est reprise en 2004 par Olivier Hitier (2004-2014). Mais rien n'y fait et, en juillet 2014, l'imprimerie, victime de la concurrence internationale, est mise en liquidation judiciaire et son matériel est vendu aux enchères le 21 janvier 2015. 

## Localisation de l'imprimerie
Installée dès sa création au centre-ville de Dijon (65, rue Chabot-Charny), jusqu'à fin 1910, l'imprimerie éponyme créée par Victor, le père de Maurice, déménage en 1911 dans les faubourgs (13 rue Paul Cabet) où elle réalise les travaux qui lui sont confiés jusqu'en 1973, année après laquelle l'imprimerie Darantiere s'établit à Quetigny, dans la proche banlieue de Dijon. 

## Sources
- Correspondance Govone, coll. particulière.